# Часовников, Павел Георгиевич
Павел Георгиевич Часовников (1887, с. Балтай, Саратовская губерния — 1954) — русский врач-хирург, профессор.

## Биография
Окончил медицинский факультет Новороссийского университета. При советской власти — заслуженный врач РСФСР.
Во время румынской оккупации с 7 декабря 1941 года Часовников занимал пост ректора Одесского университета, а с 20 марта 1943 года параллельно с этой должностью возглавил Антикоммунистический институт при университете.
Вместе с отступающими румынскими войсками уехал в 1944 году в Бухарест, где позднее был арестован советскими властями. В 1947 году приговорён к 10 годам исправительно-трудовых лагерей, умер в заключении.